# Fabian von Scotland Yard
Fabian von Scotland Yard (Originaltitel: Fabian of the Yard, Alternativtitel: Fabian of Scotland Yard oder Inspector Fabian of Scotland Yard, US-Titel: Patrol Car, Schweden: Inspektor Fabian vid Scotland Yard) ist eine 36-teilige britische Krimiserie, von der sieben 25-minütige Episoden im Deutschen Fernsehen gezeigt wurden. Die Serie basiert auf den Erlebnissen eines wahren Scotland-Yard-Beamten namens Robert Fabian und wurde von November 1954 bis Februar 1956 im Vereinigten Königreich ausgestrahlt. In Deutschland wurden die sieben Folgen zwischen 1962 und 1964 gesendet.
Gedreht wurde in den Twickenham Film Studios und die Außenaufnahmen an verschiedenen Orten.
Drei frühe Episoden – „Death on the Portsmouth Road“ (über einen Serienmörder), „The Actress and the Kidnap Plot“ (Entführung und Erpressung) und „Bombs in Piccadilly“ (IRA-Terrorismus) – wurden zusammengefügt und Anfang 1955 als Episodenfilm in die Kinos gebracht, was der Tatsache geschuldet war, dass ein Großteil der britischen Bevölkerung keinen Fernseher zu Hause hatte.

## Handlung
Gegenstand der Handlung sind Mordermittlungen und andere Strafsachen, mit denen Detective Superintendent Robert Fabian, ein realer Scotland Yard Inspector und Moderator der Show, befasst war.

## Besetzung
| Rollenname                                              | Schauspieler        | Anzahl Episoden | Jahr(e)     |
| ------------------------------------------------------- | ------------------- | --------------- | ----------- |
| Det. Supt: Robert Fabian                                | Bruce Seton         | 36              | 1954 – 1956 |
| Det. Sgt. Wyatt / …                                     | Robert Raglan       | 14              | 1954 – 1955 |
| Detective Sergeant                                      | Philip Dale         | 6               | 1954 – 1956 |
| Experte / …                                             | Jack Melford        | 6               | 1954 – 1956 |
| Laborexperte / …                                        | John Boxer          | 5               | 1955 – 1956 |
| Grafologe / …                                           | Martin Boddey       | 4               | 1955        |
| Psychiater / …                                          | Martin Boddey       | 4               | 1955        |
| Sergeant MacKenzie                                      | Richard Pearson     | 3               | 1954 – 1955 |
| Kate Hubble / …                                         | Sylvia Marriott     | 3               | 1954 – 1955 |
| Pathologe / …                                           | Gordon Bell         | 3               | 1954 – 1955 |
| Supervisor                                              | George Woodbridge   | 3               | 1955 – 1956 |
| Nicholas Bardwell / …                                   | Alexander Gauge     | 3               | 1955        |
| Mr. Kinney / …                                          | Nicholas Tannar     | 3               | 1955        |
| Jeremiah Rugeley / …                                    | Noel Howlett        | 3               | 1955        |
| Mrs. Barker / …                                         | Betty Cooper        | 3               | 1955        |
| Edna Kent / …                                           | Jean Ireland        | 3               | 1955        |
| Angela Hollis / …                                       | Betty McDowall      | 3               | 1955        |
| Cynthia Barker / …                                      | Colette Wilde       | 3               | 1955        |
| Detective Sergeant / …                                  | Michael Kelly       | 2               | 1954 – 1955 |
| Fälschungssachverständiger                              | Philip Lennard      | 2               | 1954 – 1955 |
| Doris Tedford / Mrs. Regis                              | Isabel Dean         | 2               | 1954 – 1955 |
| Stellvertretender Kommissar / …                         | James Raglan        | 2               | 1954 – 1955 |
| Charlie / …                                             | Reginald Hearne     | 2               | 1954 – 1955 |
| Jerry Watson                                            | Wensley Pithey      | 2               | 1955 – 1956 |
| Helen Kervan / …                                        | Kathleen Byron      | 2               | 1955 – 1956 |
| Mr. Porter / …                                          | Peter Swanwick      | 2               | 1955        |
| Lady Jane Shaw / …                                      | Elspet Gray         | 2               | 1955        |
| Mrs. Boody / …                                          | Marjorie Rhodes     | 2               | 1955        |
| Arthur Flagg / …                                        | Sheldon Allan       | 2               | 1955        |
| Roger Garven / …                                        | Michael Craig       | 2               | 1955        |
| Jim Graham / …                                          | Arthur Howard       | 2               | 1955        |
| Mr. Wimpole / …                                         | Charles Mortimer    | 2               | 1955        |
| Mrs. Dove / …                                           | Cicely Paget-Bowman | 2               | 1955        |
| Carlac / …                                              | Alan Tilvern        | 2               | 1955        |
| Bill Jaggers / …                                        | Tim Turner          | 2               | 1955        |
| Blackie / …                                             | Ian Whittaker       | 2               | 1955        |
| Mac / …                                                 | Patrick Jordan      | 2               | 1956        |
| Mrs. Manners / …                                        | Marjorie Stewart    | 2               | 1956        |
| Kartenexperte / …                                       | John Witty          | 2               | 1956        |
| Museumskurator                                          | Frank Forsyth       | 2               | 1956        |
| Mitchell / …                                            | Hugh Latimer        | 2               | 1956        |
| und weitere gut 150 Schauspieler mit nur einem Auftritt |                     |                 |             |

## Episodenliste
| Nr. | Deutscher Titel           | Originaltitel                   | Erstausstrahlung UK | Deutschsprachige Erstausstrahlung (D) | Regie                          | Drehbuch                        |
| --- | ------------------------- | ------------------------------- | ------------------- | ------------------------------------- | ------------------------------ | ------------------------------- |
| 1 | –                         | The Extra Bullet                | 13. Nov. 1954       | –                                     | Alex Bryce                     |                                 |
| 2 | –                         | The Unwanted Man                | 20. Nov. 1954       | –                                     | Alex Bryce                     |                                 |
| 3 | –                         | The Skeleton in the Closet      | 27. Nov. 1954       | –                                     | Alex Bryce                     | Donald Bull                     |
| 4 | –                         | Bombs in Piccadilly             | 4. Dez. 1954        | –                                     | Anthony Beauchamp, John Lemont | Rex Rienits, Robert Fabian      |
| IRA-Terrorismus |                           |                                 |                     |                                       |                                |                                 |
| 5 | Der Fall Dora Ponting     | Death On The Portsmouth Road    | 11. Dez. 1954       | ab 1962                               | Edward Thompson                | Robert Fabian                   |
| über einen Serienmörders |                           |                                 |                     |                                       |                                |                                 |
| 6 | –                         | The Actress and the Kidnap Plot | 18. Dez. 1954       | –                                     | Edward Thompson                | Robert Fabian                   |
| Entführung und Erpressung |                           |                                 |                     |                                       |                                |                                 |
| 7 | Wer ist Mr. Audley        | Against The Evidence            | 8. Jan. 1955        | ab 1962                               | Montgomery Tully               |                                 |
| 8 | Nur ein Regenmantel       | Murder In Soho                  | 15. Jan. 1955       | ab 1962                               |                                |                                 |
| 9 | –                         | Bride of the Fires              | 22. Jan. 1955       | –                                     | Montgomery Tully               | Brock Williams                  |
| 10 | –                         | The Troubled Wife               | 29. Jan. 1955       | –                                     | Alex Bryce                     | Arthur La Bern                  |
| 11 | –                         | Nell Gwynn's Tear               | 5. Feb. 1955        | –                                     | Bernard Knowles                | Brock Williams, Robert Fabian   |
| Ein sagenhafter Diamant in einem Museum, bekannt als „Nell Gwynns Träne“, wird von einer mysteriösen Frau für eine Fälschung erklärt. Als die Echtheit des Diamanten außer Zweifel steht, wird Fabian auf die Spur eines Fälschers gesetzt. |                           |                                 |                     |                                       |                                |                                 |
| 12 | –                         | The Vanishing Cat               | 12. Feb. 1955       | –                                     | Charles Saunders               | Brock Williams, Robert Fabian   |
| 13 | Nadel im Heuhaufen        | Written In The Dust             | 19. Feb. 1955       | ab 1962                               | Montgomery Tully               | Arthur La Bern                  |
| 14 | Die rote Maus             | The Purple Mouse                | 26. Feb. 1955       | ab 1962                               | Alex Bryce                     | Brock Williams, Robert Fabian   |
| 15 | –                         | The King's Hat                  | 5. März 1955        | –                                     | Bernard Knowles                | Brock Williams, Robert Fabian   |
| 16 | –                         | Little Girl                     | 12. März 1955       | –                                     |                                |                                 |
| 17 | –                         | The Coward                      | 19. März 1955       | –                                     | Bernard Knowles                | Brock Williams, Robert Fabian   |
| 18 | Einer war nicht dabei     | The Lost Boy                    | 30. März 1955       | ab 1962                               | Alex Bryce                     | Tom D. Connochie, Robert Fabian |
| 19 | –                         | The Executioner                 | 6. Apr. 1955        | –                                     | Alex Bryce                     | Eric Field, Robert Fabian       |
| Mehrere Morde werden von einem Mann begangen, der sich für den Unfalltod seines Sohnes rächt. |                           |                                 |                     |                                       |                                |                                 |
| 20 | –                         | The Poison Machine              | 13. Apr. 1955       | –                                     | Alex Bryce                     | Brock Williams, Robert Fabian   |
| 21 | –                         | The Golden Peacock              | 20. Apr. 1955       | –                                     | Alfred Travers                 |                                 |
| 22 | –                         | The Lover's Knot                | 27. Apr. 1955       | –                                     | Charles Saunders               | Ian Stuart Black, Robert Fabian |
| 23 | –                         | The Man from Blackpool          | 4. Mai 1955         | –                                     | Charles Saunders               | Brock Williams, Robert Fabian   |
| 24 | –                         | Robbery in the Museum           | 11. Mai 1955        | –                                     | John Harlow, Edward Thommen    |                                 |
| 25 | Der Mann aus dem Schatten | The Deadly Pocket Handkerchief  | 18. Mai 1955        | ab 1962                               |                                |                                 |
| 26 | –                         | The Hand of Terror              | 25. Mai 1955        | –                                     | Charles Saunders               | Ian Stuart Black, Robert Fabian |
| 27 | –                         | Pin-Point Signature             | 1. Juni 1955        | –                                     | Charles Saunders               | Robert Fabian                   |
| 28 | –                         | The Innocent Victims            | 8. Juni 1955        | –                                     | Charles Saunders               | Ian Stuart Black                |
| 29 | –                         | The Jade Blade                  | 15. Juni 1955       | –                                     | Montgomery Tully               | Geoffrey Wicomb, Robert Fabian  |
| 30 | –                         | April Fool                      | 22. Juni 1955       | –                                     | Wolf Rilla                     | Ian Stuart Black, Robert Fabian |
| 31 | –                         | No Alibi                        | 12. Nov. 1955       | –                                     | Montgomery Tully               | Geoffrey Wicomb, Robert Fabian  |
| 32 | –                         | Escort to Death                 | 19. Nov. 1955       | –                                     | Montgomery Tully               | Geoffrey Wicomb, Robert Fabian  |
| 33 | –                         | The Sixth Dagger                | 26. Nov. 1955       | –                                     | Charles Saunders               | Ernest Borneman, Robert Fabian  |
| 34 | –                         | The Ribbon Trap                 | 17. Jan. 1956       | –                                     | Charles Saunders               | Jan Read, Robert Fabian         |
| 35 | –                         | Cocktail Girl                   | 30. Jan. 1956       | –                                     | Charles Saunders               | Ian Stuart Black, Robert Fabian |
| 36 | –                         | The Masterpiece                 | 6. Feb. 1956        | –                                     | Charles Saunders               | Ian Stuart Black, Robert Fabian |